# Serow (Iran)
Serow (Perzisch: سرو; Turks Sero, ook wel geromaniseerd als Sero en Sīroo) is een stad en hoofdstad van het gebied Sumay-ye Beradust, in het district Urmia, provincie West-Azerbeidzjan, Iran. Bij de volkstelling van 2016 telde de stad 1.800 inwoners, die overwegend Koerdisch spreken. De stad ligt aan de grens met Turkije en heeft een grensovergang die de stad via de Turkse autosnelweg D400 verbindt met de Turkse stad Esendere. 